# Rally di Finlandia 2011
Il Rally di Finlandia 2011 è l'ottava tappa del Campionato mondiale di rally 2011. Il rally è stato disputando dal 28 al 30 luglio, e ha preso il via a Jyväskylä con un'area di servizio a distanza, a Lahti. Il rally è anche la quinta prova del Campionato mondiale di rally Super 2000, la quarta tappa del Campionato mondiale rally production e la terza prova del WRC Academy.
Il leader del campionato mondiale, Sébastien Loeb, ha vinto per la seconda volta in Finlandia, aggiudicandosi la 66° vittoria in carriera, precedendo i rivali Jari-Matti Latvala, Sébastien Ogier e Mikko Hirvonen. Con il decimo posto finale in classifica generale, Juho Hänninen ha conquistato la vittoria nel SWRC, Hayden Paddon ha vinto nel PWRC per la terza volta consecutiva, e Egon Kaur ha continuato perfettamente la sua striscia vincente nel WRC Academy.

## Risultati

### Classifica
| Pos         | Pilota              | Co-pilota           | Auto                           | Tempo     | Distacco | Punti    |
| Generale    | Generale            | Generale            | Generale                       | Generale  | Generale | Generale |
| ----------- | ------------------- | ------------------- | ------------------------------ | --------- | -------- | -------- |
| 1.          | Sébastien Loeb      | Daniel Elena        | Citroën DS3 WRC                | 2:39:37.0 | 0.0      | 25       |
| 2.          | Jari-Matti Latvala  | Miikka Anttila      | Ford Fiesta RS WRC             | 2:39:45.1 | 8.1      | 20       |
| 3.          | Sébastien Ogier     | Julien Ingrassia    | Citroën DS3 WRC                | 2:39:49.8 | 12.8     | 16       |
| 4.          | Mikko Hirvonen      | Jarmo Lehtinen      | Ford Fiesta RS WRC             | 2:40:46.1 | 1:09.1   | 15       |
| 5.          | Petter Solberg      | Chris Patterson     | Citroën DS3 WRC                | 2:40:53.2 | 1:16.2   | 10       |
| 6.          | Mads Østberg        | Jonas Andersson     | Ford Fiesta RS WRC             | 2:41:04.8 | 1:27.8   | 8        |
| 7.          | Henning Solberg     | Ilka Minor          | Ford Fiesta RS WRC             | 2:43:02.5 | 3:25.5   | 6        |
| 8.          | Matthew Wilson      | Scott Martin        | Ford Fiesta RS WRC             | 2:43:30.2 | 3:53.2   | 4        |
| 9.          | Kimi Räikkönen      | Kaj Lindström       | Citroën DS3 WRC                | 2:43:36.8 | 3:59.8   | 2        |
| 10.         | Juho Hänninen       | Mikko Markkula      | Škoda Fabia S2000              | 2:44:50.7 | 5:13.7   | 1        |
| SWRC        |                     |                     |                                |           |          |          |
| 1. (10.)    | Juho Hänninen       | Mikko Markkula      | Škoda Fabia S2000              | 2:44:50.7 | 0.0      | 25       |
| 2. (12.)    | Martin Prokop       | Jan Tománek         | Ford Fiesta S2000              | 2:47:28.4 | 2:37.7   | 18       |
| 3. (13.)    | Ott Tänak           | Kuldar Sikk         | Ford Fiesta S2000              | 2:48:29.0 | 3:38.3   | 15       |
| 4. (16.)    | Hermann Gassner Jr. | Kathi Wüstenhagen   | Škoda Fabia S2000              | 2:50:43.3 | 5:52.6   | 12       |
| 5. (17.)    | Frigyes Turán       | Gábor Zsíros        | Ford Fiesta S2000              | 2:51:01.9 | 6:11.2   | 10       |
| 6. (24.)    | Bernardo Sousa      | Paulo Babo          | Ford Fiesta S2000              | 2:53:30.1 | 8:39.4   | 8        |
| 7. (27.)    | Karl Kruuda         | Martin Järveoja     | Škoda Fabia S2000              | 2:56:20.8 | 11:30.1  | 6        |
| 8. (35.)    | Juha Salo           | Marko Salminen      | Mitsubishi Lancer Evolution X  | 2:56:20.8 | 11:30.1  | 4        |
| PWRC        |                     |                     |                                |           |          |          |
| 1. (19.)    | Hayden Paddon       | John Kennard        | Subaru Impreza WRX STI         | 2:51:57.2 | 0.0      | 25       |
| 2. (21.)    | Jarkko Nikara       | Petri Nikara        | Mitsubishi Lancer Evolution IX | 2:52:37.4 | 40.2     | 18       |
| 3. (22.)    | Patrik Flodin       | Goran Bergsten      | Subaru Impreza WRX STI         | 2:53:04.9 | 1:07.7   | 15       |
| 4. (23.)    | Jukka Ketomäki      | Kai Risberg         | Mitsubishi Lancer Evolution X  | 2:53:10.4 | 1:13.2   | 12       |
| 5. (25.)    | Michał Kościuszko   | Maciej Szczepaniak  | Mitsubishi Lancer Evolution X  | 2:54:09.8 | 2:12.6   | 10       |
| 6. (26.)    | Mikko Pajunen       | Jani Salo           | Renault Clio R3                | 2:54:47.9 | 2:50.7   | 8        |
| 7. (40.)    | Valeriy Gorban      | Vadim Chernega      | Mitsubishi Lancer Evolution IX | 3:05:06.0 | 13:08.8  | 6        |
| 8. (51.)    | Oleksiy Kikireshko  | Sergey Larens       | Mitsubishi Lancer Evolution IX | 3:14:03.0 | 22:05.8  | 4        |
| 9. (52.)    | Dmitry Tagirov      | Anna Zavershinskaya | Subaru Impreza WRX STI         | 2:56:20.8 | 11:30.1  | 2        |
| WRC Academy |                     |                     |                                |           |          |          |
| 1.          | Egon Kaur           | Erik Lepikson       | Ford Fiesta R2                 | 2:41:24.7 | 0.0      | 30       |
| 2.          | Craig Breen         | Gareth Roberts      | Ford Fiesta R2                 | 2:41:27.3 | 2.6      | 23       |
| 3.          | Timo van der Marel  | Erwin Berkhof       | Ford Fiesta R2                 | 2:46:00.8 | 4:36.1   | 15       |
| 4.          | Brendan Reeves      | Rhianon Smyth       | Ford Fiesta R2                 | 2:47:17.9 | 5:53.2   | 12       |
| 5.          | Jan Černý           | Pavel Kohout        | Ford Fiesta R2                 | 2:47:23.2 | 5:58.5   | 10       |
| 6.          | Yeray Lemes         | Rogelio Peñate      | Ford Fiesta R2                 | 2:48:21.3 | 6:56.6   | 9        |
| 7.          | Christian Riedemann | Michael Wenzel      | Ford Fiesta R2                 | 2:48:22.0 | 6:57.3   | 6        |
| 8.          | Miko-Ove Niinemäe   | Timo Kasesalu       | Ford Fiesta R2                 | 2:48:58.5 | 7:33.8   | 4        |
| 9.          | Molly Taylor        | Rebecca Smart       | Ford Fiesta R2                 | 2:53:15.4 | 11:50.7  | 2        |
| 10.         | José Antonio Suárez | Cándido Carrera     | Ford Fiesta R2                 | 2:55:21.3 | 13:56.6  | 1        |

### Prove speciali
| Giorno                 | Prova | Ora   | Nome                       | Lunghezza | Vincitore          | Tempo   | V. media    | Leader del rally |
| ---------------------- | ----- | ----- | -------------------------- | --------- | ------------------ | ------- | ----------- | ---------------- |
| Frazione 1 (28 luglio) | PS1   | 17:13 | Lankamaa                   | 23.76 km  | Jari Ketomaa       | 11:44.5 | 121.41 km/h | Jari Ketomaa     |
| Frazione 1 (28 luglio) | PS2   | 18:16 | Laukaa                     | 11.79 km  | Sébastien Loeb     | 5:49.7  | 121.37 km/h | Sébastien Loeb   |
| Frazione 1 (28 luglio) | PS3   | 20:00 | Laajavuori 1               | 4.19 km   | Sébastien Loeb     | 2:37.3  | 95.89 km/h  | Sébastien Loeb   |
| Frazione 2 (29 luglio) | PS4   | 9:00  | Hassi                      | 20.35 km  | Mikko Hirvonen     | 11:14.3 | 108.65 km/h | Sébastien Loeb   |
| Frazione 2 (29 luglio) | PS5   | 11:03 | Evo                        | 8.90 km   | Mikko Hirvonen     | 4:59.0  | 107.16 km/h | Sébastien Loeb   |
| Frazione 2 (29 luglio) | PS6   | 11:53 | Hyväneula 1                | 29.90 km  | Mikko Hirvonen     | 14:09.8 | 126.67 km/h | Sébastien Loeb   |
| Frazione 2 (29 luglio) | PS7   | 14:59 | Koukunmaa                  | 13.68 km  | Jari-Matti Latvala | 7:09.8  | 114.58 km/h | Sébastien Loeb   |
| Frazione 2 (29 luglio) | PS8   | 15:37 | Koivukehä                  | 17.80 km  | Mikko Hirvonen     | 9:19.3  | 114.57 km/h | Sébastien Loeb   |
| Frazione 2 (29 luglio) | PS9   | 16:20 | Hyväneula 2                | 29.90 km  | Mikko Hirvonen     | 13:53.3 | 129.17 km/h | Sébastien Ogier  |
| Frazione 2 (29 luglio) | PS10  | 18:00 | Jokimaa                    | 2.00 km   | Sébastien Ogier    | 1:33.4  | 77.09 km/h  | Sébastien Ogier  |
| Frazione 2 (29 luglio) | PS11  | 19:46 | Mynnilä                    | 12.07 km  | Sébastien Loeb     | 5:47.4  | 125.08 km/h | Sébastien Loeb   |
| Frazione 3 (30 luglio) | PS12  | 7:58  | Leustu 1                   | 21.35 km  | Sébastien Loeb     | 10:13.1 | 125.36 km/h | Sébastien Loeb   |
| Frazione 3 (30 luglio) | PS13  | 9:00  | Surkee 1                   | 14.66 km  | Sébastien Loeb     | 8:07.1  | 108.35 km/h | Sébastien Loeb   |
| Frazione 3 (30 luglio) | PS14  | 9:55  | Urria 1                    | 12.75 km  | Mikko Hirvonen     | 6:01.9  | 126.83 km/h | Sébastien Loeb   |
| Frazione 3 (30 luglio) | PS15  | 10:58 | Jukojärvi 1                | 14.32 km  | Mikko Hirvonen     | 7:07.6  | 120.56 km/h | Sébastien Loeb   |
| Frazione 3 (30 luglio) | PS16  | 11:23 | Isojärvi 1                 | 4.85 km   | Mikko Hirvonen     | 2:26.3  | 119.34 km/h | Sébastien Loeb   |
| Frazione 3 (30 luglio) | PS17  | 13:55 | Leustu 2                   | 21.35 km  | Mikko Hirvonen     | 10:07.8 | 126.46 km/h | Sébastien Loeb   |
| Frazione 3 (30 luglio) | PS18  | 14:57 | Surkee 2                   | 14.66 km  | Jari-Matti Latvala | 8:00.3  | 109.88 km/h | Sébastien Loeb   |
| Frazione 3 (30 luglio) | PS19  | 15:52 | Urria 2                    | 12.75 km  | Mikko Hirvonen     | 5:54.6  | 129.44 km/h | Sébastien Loeb   |
| Frazione 3 (30 luglio) | PS20  | 16:55 | Jukojärvi 2                | 14.32 km  | Mikko Hirvonen     | 7:01.7  | 122.25 km/h | Sébastien Loeb   |
| Frazione 3 (30 luglio) | PS21  | 17:20 | Isojärvi 2                 | 4.85 km   | Mikko Hirvonen     | 2:25.1  | 120.33 km/h | Sébastien Loeb   |
| Frazione 3 (30 luglio) | PS22  | 19:11 | Laajavuori 2 (Power stage) | 4.19 km   | Mikko Hirvonen     | 2:39.6  | 94.51 km/h  | Sébastien Loeb   |

### Power Stage
La "Power stage" è stata una tappa in diretta televisiva della lunghezza di 4.19 km, corsa alla fine del rally, che si è tenuta a Laajavuori.
| Pos | Pilota             | Tempo  | Distacco | V. media   | Punti |
| --- | ------------------ | ------ | -------- | ---------- | ----- |
| 1   | Mikko Hirvonen     | 2:39.6 | 0.0      | 94.51 km/h | 3     |
| 2   | Jari-Matti Latvala | 2:39.9 | +0.3     | 94.33 km/h | 2     |
| 3   | Sébastien Ogier    | 2:40.2 | +0.6     | 94.16 km/h | 1     |

## Classifiche Mondiali

### Piloti
| Pos | Pilota               | Punti |
| --- | -------------------- | ----- |
| 1   | Sébastien Loeb       | 171   |
| 2   | Mikko Hirvonen       | 144   |
| 3   | Sébastien Ogier      | 140   |
| 4   | Jari-Matti Latvala   | 94    |
| 5   | Petter Solberg       | 83    |
| 6   | Mads Østberg         | 56    |
| 7   | Matthew Wilson       | 40    |
| 8   | Henning Solberg      | 26    |
| 9   | Kimi Räikkönen       | 26    |
| 10  | Federico Villagra    | 20    |
| 11  | Juho Hänninen        | 13    |
| 12  | Dani Sordo           | 8     |
| 13  | Martin Prokop        | 7     |
| 14  | Ott Tänak            | 7     |
| 15  | Per-Gunnar Andersson | 6     |
| 16  | Khalid Al Qassimi    | 5     |
| 17  | Dennis Kuipers       | 4     |
| 18  | Hayden Paddon        | 2     |
| 19  | Bernardo Sousa       | 1     |
| 20  | Patrik Flodin        | 1     |

### Costruttori
| Pos | Team                                  | Punti |
| --- | ------------------------------------- | ----- |
| 1   | Citroën Total World Rally Team        | 290   |
| 2   | Ford Abu Dhabi World Rally Team       | 225   |
| 3   | M-Sport Stobart Ford World Rally Team | 101   |
| 4   | Petter Solberg World Rally Team       | 71    |
| 5   | ICE 1 Racing                          | 38    |
| 6   | Munchi's Ford World Rally Team        | 32    |
| 7   | Team Abu Dhabi                        | 20    |
| 8   | FERM Power Tools World Rally Team     | 16    |
| 9   | Monster World Rally Team              | 8     |
| 10  | Brazil World Rally Team               | 1     |

### Piloti S-WRC
| Pos | Pilota              | Punti |
| --- | ------------------- | ----- |
| 1   | Juho Hänninen       | 86    |
| 2   | Martin Prokop       | 68    |
| 3   | Ott Tänak           | 55    |
| 4   | Bernardo Sousa      | 51    |
| 5   | Hermann Gassner Jr. | 49    |
| 6   | Karl Kruuda         | 48    |
| 7   | Frigyes Turán       | 31    |
| 8   | Nasser Al-Attiyah   | 20    |
| 9   | Eyvind Brynildsen   | 16    |
| 10  | Albert Llovera      | 14    |
| 11  | Juha Salo           | 4     |

### Piloti P-WRC
| Pos | Pilota               | Punti |
| --- | -------------------- | ----- |
| 1   | Hayden Paddon        | 75    |
| 2   | Martin Semerád       | 50    |
| 3   | Patrik Flodin        | 34    |
| 4   | Jukka Ketomäki       | 30    |
| 5   | Valeriy Gorban       | 28    |
| 6   | Nicolàs Fuchs        | 27    |
| 7   | Dmitry Tagirov       | 25    |
| 8   | Benito Guerra        | 20    |
| 9   | Jarkko Nikara        | 18    |
| 10  | Michał Kościuszko    | 17    |
| 11  | Gianluca Linari      | 14    |
| 12  | Oleksandr Saliuk Jr. | 14    |
| 13  | Majed Al Shamsi      | 8     |
| 14  | Mikko Pajunen        | 8     |
| 15  | Ezequiel Campos      | 6     |
| 16  | Oleksiy Kikireshko   | 4     |
| 17  | Bader Al Jabri       | 2     |

### Piloti WRC Academy
| Pos | Pilota              | Punti |
| --- | ------------------- | ----- |
| 1   | Egon Kaur           | 88    |
| 2   | Brendan Reeves      | 36    |
| 3   | Craig Breen         | 36    |
| 4   | Miguel Baldoni      | 26    |
| 5   | Jan Černý           | 22    |
| 6   | Christian Riedemann | 21    |
| 7   | Victor Henriksson   | 20    |
| 8   | Fredrik Åhlin       | 17    |
| 9   | Andrea Crugnola     | 16    |
| 10  | Alastair Fisher     | 16    |
| 11  | Timo van den Marel  | 16    |
| 12  | Miko-Ove Niinemäe   | 10    |
| 13  | Yeray Lemes         | 10    |
| 14  | Molly Taylor        | 6     |
| 15  | José Suárez         | 1     |